# Torben Brostrøm
Torben Brostrøm (født 4. juni 1927 i Kalundborg, død 7. december 2020) var cand.mag. i dansk og fransk, professor ved Danmarks Lærerhøjskole, mangeårig litteraturanmelder ved Dagbladet Information og forfatter. Medlem af Det Danske Akademi siden 1973 og uddeler af Otto Benzons Forfatterlegat fra 1972.
Brostrøm har indsigtsfuldt og med kritisk kærlighed fulgt den danske litterære modernisme fra dens opståen omkring 1960 som opgør mod hereticanerne.